# Diem
Diem（ディエム）とは、Facebookが提唱する、ブロックチェーン技術を用いるネットワークと暗号通貨である。
2019年6月18日に、2020年発行予定とされた。名称はGlobal Coin、Facebook Coinとも巷言されたがLibra（リブラ）と発表され、2020年12月1日にDiemと改称された。技術詳細は非公開で、非営利団体のDiem協会が発行と管理を担う。2022年1月31日にサービス提供の断念が発表された。